# Никитский переулок
Ники́тский переу́лок (в XIX веке — Долгору́ковский переу́лок, в 1920—1993 годах — у́лица Бели́нского) — переулок в Центральном административном округе города Москвы. Проходит от Большой Никитской до Тверской улицы, лежит между Моховой улицей и Газетным переулком параллельно им. Нумерация домов ведётся от Большой Никитской улицы.

## Происхождение названия
Название XVI—XVII веков, дано по Никитскому женскому монастырю (основан в XVI веке, находился в районе пересечения Большого Кисловского переулка и Большой Никитской улицы, закрыт в 1929 году и снесён в 1930 году) и Никитской монастырской слободе. В XIX веке назывался Долгоруковским по фамилии владельца одного из участков, в 1920—1993 годах — улицей Белинского в честь В. Г. Белинского, выдающегося литературного критика.

## История
В 30-е годы XVIII века в Никитском переулке жил член Верховного Тайного совета князь А. Г. Долгоруков, дочь которого княжна Екатерина была обручена с Петром II, а сам он был любимцем юного императора. Тогда переулок стали называть Долгоруковским.
Большинство строений в переулке принадлежало Московскому университету. После пожара 1812 года университет размещался в домах на участке 5. В доходном доме (№ 5, конец XIX в.) жили преподаватели университета, в том числе антрополог Д. Н. Анучин, литературовед А. К. Дживелегов. Далее, до Тверской улицы, в конце XVIII — начале XIX вв. располагались здания университетского Благородного пансиона.
В 1927 году на углу переулка и Тверской улицы построено здание Центрального телеграфа (архитектор И. И. Рерберг). В 1980 году построена Международная телексная станция (архитекторы Ю. Н. Шевердяев, В. И. Уткин и др.).

## Примечательные здания и сооружения
По чётной стороне:
- № 2/6 (современный адрес: Большая Никитская, 2) — здание Зоологического музея постройки 1892—1902 гг., архитектор К. М. Быковский.
- № 2 (также имеет адрес Моховая улица, 11, строение 3) — здание химической лаборатории МГУ (1836 год, архитектор А. В. Никитин; перестроено в 1883 году, архитектор А. С. Каминский), где открыт мемориальный кабинет-библиотека Н. Д. Зелинского. На фасаде установлены мемориальные доски с барельефами Зелинского (скульптор И. В. Крестовский, архитектор Д. К. Навалишин) и А. Н. Северцова (скульптор В. В. Герасимов, архитектор В. А. Орбачевский). Институт Европы РАН.
- № 4, стр. 1 — Доходный дом Л. А. Постниковой (1899, архитектор М. А. Аладьин)
- № 6/5 (угол с Тверской улицей) — Постниковский пассаж (1886—1887, архитектор С. С. Эйбушиц при участии В. Г. Шухова), ныне Московский драматический театр имени М. Н. Ермоловой.

По нечётной стороне:
- № 1 (снесён) — жилой дом. В нём жил и работал биохимик Александр Лебедев.
- № 3 — Доходный дом. Во второй половине XIX века был приобретён потомственным почётным гражданином Цыплаковым Алексеем Алипиевичем. После его смерти принадлежал в равных долях его дочерям: Цыплаковой, Лабунской, Наумовой. Ныне Главное управление внутренних дел по Московской области.
- № 5, корп. 2 — Комплекс архитектуры, строительства и развития Москвы и Департамент градостроительной политики, развития и реконструкции Правительства Москвы, ЗАО «Интеко». Бывший доходный дом. Построен в 1891 г., архитектор Арсеньев.
- № 7, стр. 1  — Здание Центрального телеграфа.

## Транспорт
Переулок был открыт для движения с обеих сторон до 30 сентября 2007 года. С этой даты установлены соответствующие дорожные знаки и введено одностороннее движение в направлении от Тверской улицы к Б. Никитской. Со стороны Б. Никитской въезд в переулок запрещён.